# Walton megye (Georgia)
Walton megye az Amerikai Egyesült Államokban, azon belül Georgia államban található. Megyeszékhelye és legnagyobb városa Monroe. Lakosainak száma 96 673 fő (2020. április 1.). Walton megye Barrow, Oconee, Morgan, Newton, Rockdale és Gwinnett megyékkel határos.

## Népesség
A megye népességének változása:
| Lakosok száma | 84 081 | 84 201 | 84 598 | 85 754 | 88 399 | 96 673 |
|               | 2010   | 2011   | 2012   | 2013   | 2015   | 2020   |